# びわ湖大花火大会
びわ湖大花火大会（びわこだいはなびたいかい）は、滋賀県大津市の大津港沖一帯で毎年8月8日前後に開催される花火大会である。

## 概要
琵琶湖で打ち上げられるため、水中スターマイン（海上自爆ならぬ湖上自爆）などが注目されている（尺玉：3 - 10号玉）。プログラムの内容は年ごとに異なり、過去にはポケモンの花火が打ち上げられたことがある。なお、当花火大会の見どころは最大斜め30度まで傾けられた筒から打ち上げられる尺玉（10号玉）を含んだワイドスターマインである。
打ち上げ場所は大きく分けて2ヵ所で、びわ湖ホール沖と大津港沖約400 mである。打ち上げ本数や規模が大きいのは大津港沖で打ち上げられるものであり、大津港からにおの浜付近に設けられる。

## 会場周辺への影響

### 一般道路
会場付近を通る道路の一部が歩行者専用道路となり、一方通行の規制時間を延長する道路や指定方向外進行禁止となる交差点もある。大津市と（琵琶湖の対岸に位置する）草津市を結ぶ近江大橋は橋上駐停車禁止、対岸を通る湖岸道路（滋賀県道559号近江八幡大津線）の一部区間とそれに接続する道路の一部は駐車禁止となる。なお、矢橋帰帆島の南北に架かる橋（帰帆南橋と帰帆北橋）は橋上立ち見と駐停車が禁止となる。

### 高速道路
- 名神高速道路

（会場周辺の）大津IC - 京都東IC間が例年渋滞する。この渋滞を回避できる京滋バイパスへ迂回するようNEXCO西日本や滋賀県警はパンフレットやハイウェイラジオで知らせている。
- 大津インターチェンジ

会場の最寄インターチェンジとなる大津ICは、会場へ向かう車で混雑する。2019年は大津SAの入口を含む一部スペースを閉鎖し、2023年は店舗の営業休止も併せて行われた。

### 鉄道
- JR琵琶湖線（東海道本線）
  - 普通列車の増発[注 5]が行われる他、膳所駅に新快速の一部[注 6]が臨時停車する。歩行者専用道路となる中央大通りは、大津駅と花火会場の間を行き来する見物客で激しく混雑する。
- 京阪石山坂本線
  - 昼過ぎから臨時ダイヤとなり、石山寺 - 近江神宮前・坂本比叡山口間で折り返し運転を行う（※運行情報は2023年開催時。一部の列車を除く）[交通 1][交通 2]。
- 京阪京津線
  - 昼過ぎから臨時ダイヤとなり、びわ湖浜大津 - 京都市役所前間で折り返し運転を行う（※運行情報は2023年開催時。一部の列車を除く）[交通 3][交通 4][交通 5]。
- 京都市営地下鉄東西線

  - 線内（六地蔵 - 太秦天神川）のみを運行する臨時列車が夜に設定される（※運行情報は2023年開催時。中止となる場合は取り止める可能性あり）[交通 5]。

備考
- 京阪電車は石山坂本線・京津線とも、通常時はワンマン運転[注 7]を行うが、当花火大会の開催時は、京阪本線から派遣された車掌が乗務するためツーマン運転となる。
- 当花火大会の終了後は各駅（京阪電車の停留場を含む）で激しい混雑となるため、臨時きっぷ売り場の設置や分散乗車を行うことがある。
- 当花火大会の開催時は膳所駅に新快速の一部列車が停車し、臨時列車（普通列車の延長運転を含む）の運転も行うため、JRでは一部の列車にのりば変更が発生する。のりば変更の案内は対象となる駅やその周辺の駅で行っているが、新快速の臨時停車に関する案内は市販の時刻表（JR時刻表など）でも案内している[注 8][6]。

### バス
- 一部路線に運行区間の短縮・運休が発生し[交通 6][交通 7][交通 8]、草津市内を運行するまめバスの一部路線で迂回運行が行われる[交通 8]。

### 船舶
- 18時00分 - 22時00分は琵琶湖大橋 - 近江大橋間の琵琶湖流域で動力船（モーターボートなど）の湖上船舶航行が禁止される[3]。

### その他
- 明日都浜大津と浜大津バスターミナルを結ぶペデストリアンデッキ（愛称・浜大津スカイクロス）が通行止めとなる。

## 地元自治会の反対決議
新型コロナウイルスの影響により2020年 - 2022年は開催中止となり、2023年に4年ぶりに開催することが決定した当花火大会は有料席を約5万席（前回比約1万席増）設けて開催することとなったが、それに併せて（有料席と道路の境に）目隠しフェンスを設置することが発表された。これは安全対策を目的としたものであり、観覧者の道路上の滞留防止や緊急車両の通行確保のために計画されたものである。
大会実行委員会はJR西日本の主要駅（京都駅・大阪駅・三ノ宮駅など）に設けたデジタルサイネージや滋賀県内にある大学（計14校）で「有料観覧席のチケットを持っていない方の来場はご遠慮ください」という旨の宣伝を行った。同委員会の担当者は「雑踏事故を防ぐために宣伝した」とコメントした。
それに対し、地元の中央学区自治連合会は2023年7月20日に開催反対の決議を賛成多数で承認し、翌日（21日）に大会実行委員会へ決議文を提出した。なお、同連合会は開催反対の理由として「交通渋滞や混雑の悪化」・「住環境への悪影響」・「高額かつ長い有料観覧席と約4 mのシートによる壁の増設」の3つを挙げており、この決議文には「有料席を購入できる人は限られ、公平性に欠ける」・「誰のための花火大会か、何の意味が花火大会にあるのか」と指摘した文言がある。
この問題に関し、中央学区自治連合会の会長（当時）は「毎年のように大会実行委に対し、要請文を出すなど要望してきたが、無かったことのようにされてきた」と語った後、決議文の提出に至った経緯と当花火大会に関する課題を述べた。
大会実行委員の会長（当時）は「地域住民の理解を得ることができず大変残念であり、重く受け止めている。2023年の大会は日も迫っているので、安全対策や地域への迷惑防止に万全を期して、予定通り実施したい」とコメントし、来年（2024年）以降の開催については「地域住民をはじめ、関係機関の意見を聞いてどのようにするかを検討したい」とコメントした。
なお、この件に関しては中華民国（台湾）の日刊紙、聯合報や『羽鳥慎一モーニングショー』（テレビ朝日系列）・『news zero』（日本テレビ系列）・『情報7daysニュースキャスター』（TBS系列）など、全国ネットで放送されるテレビ番組でも取り上げられた。ちなみに、2023年の来場者数は前回（2019年）より5万人少ない、約30万人となったことを実行委員会が発表している。